# Liste des musées de l'île de Wight
Cette liste des musées de l'île de Wight, Angleterre contient des musées qui sont définis dans ce contexte comme des institutions (y compris des organismes sans but lucratif, des entités gouvernementales et des entreprises privées) qui recueillent et soignent des objets d'intérêt culturel, artistique, scientifique ou historique. Leurs collections ou expositions connexes disponibles pour la consultation publique. Sont également inclus les galeries d'art à but non lucratif et les galeries d'art universitaires. Les musées virtuels ne sont pas inclus.

## Musées
| Nom                                                     | Image | Ville/City  | District | Type              | Résume |
| ------------------------------------------------------- | ----- | ----------- | -------- | ----------------- | --- |
| Bembridge Heritage Centre                               |       | Bembridge   | East     | Local             | website, histoire locale, culture, modèle de train, pompe de l'Opération PLUTO restaurée |
| Bembridge Windmill                                      |       | Bembridge   | East     | Mill              | Exploité par le National Trust, moulin à vent du XVIIIe siècle |
| Blackgang Chine                                         |       | Blackgang   | South    | Multiple          | Parc d'attractions avec une exposition basée sur la série télévisée Coast de BBC 2 sur l'érosion côtière, et une reconstruction d'une scierie à énergie hydraulique de l'époque victorienne avec des expositions des métiers de la campagne et de moteurs en état de marche                                       |
| Brading Roman Villa                                     |       | Brading     | East     | Archéologie       | Villa romaine excavé, sols en mosaïque conservés, pièces de monnaie, de la poterie, des outils |
| Brighstone Village Museum                               |       | Brighstone  | South    | Local             | information, vie de village locale du XIXe siècle |
| Calbourne Water Mill                                    |       | Calbourne   | West     | Mill              | website, moulin à eau en activité du XVIIe siècle, petite activité rurale d'époque comprenant une cuisine, une remise, des produits laitiers, une blanchisserie, une caserne de pompiers et une boulangerie |
| Carisbrooke Castle                                      |       | Carisbrooke | Central  | Histoire          | Exploité par l'English Heritage, Motte castrale où Charles Ier a été emprisonné, expositions sur le château, Charles Ier et l'histoire locale |
| Classic Boat Museum                                     |       | East Cowes  | Central  | Maritime          | Histoire de la construction de bateaux, de la voile, du yachting, des croisières et des courses |
| Conflict, History and Remembrance Museum                |       | Cowes       | Central  | Militaire         | website, également appelé C.H.A.R.M, véhicules militaires, quincaillerie, uniformes, armes |
| Cowes Maritime Museum                                   |       | Cowes       | Central  | Maritime          | Maquettes de bateaux, situées dans la Cowes Library |
| Dimbola Lodge                                           |       | Freshwater  | West     | Art               | Expositions de photographies, maison et œuvres de la célèbre photographe victorienne Julia Margaret Cameron |
| Dinosaur Expeditions, Conservation and Palaeoart Centre |       | Brighstone  | South    | Histoire naturel  | website, fossiles, palaeoart, activités pour enfants |
| Dinosaur Isle                                           |       | Sandown     | East     | Histoire naturel  | Fossiles et maquettes grandeur nature des dinosaures de l'île |
| East Cowes Heritage Centre                              |       | East Cowes  | Central  | Local             | website, histoire locale, géré par la Isle of Wight Society |
| Ferguson Family Museum                                  |       | Freshwater  | West     | Biographie        | website, inventeur et ingénieur Harry Ferguson dont les travaux se trouvent dans l'agriculture, l'aviation et les courses automobiles, ouverts sur rendez-vous |
| Fort Victoria Model Railway                             |       | Yarmouth    | West     | Rail              | website, situé à Fort Victoria, modèle de chemin de fer |
| Isle of Wight Bus & Coach Museum                        |       | Newport     | Central  | Transport         | Bus et souvenirs |
| Isle of Wight Natural History Centre                    |       | Godshill    | Central  | Histoire naturel  | Ne peut pas être ouvert, comprend des coquillages, minéraux, fossiles locaux et des os de dinosaures, les oiseaux et d' animaux empaillés de l' Australie , de papillons et d' autres insectes, petits mammifères britanniques, aquarium, réplique de cristal de la reine Élisabeth II des joyaux de la couronne, |
| Isle of Wight Postal Museum                             |       | Newport     | Central  | Philatélie        | website, boîtes aux lettres et équipement postal |
| Isle of Wight Steam Railway                             |       | Havenstreet | Central  | Transport         | Chemin de fer du patrimoine et musée ferroviaire |
| Lilliput Antique Doll and Toy Museum                    |       | Brading     | East     | Jouet             | website, poupées, jouets, maisons de poupées, chevaux à bascule, jouets en tôle, trains, ours en peluche |
| Museum of Island History                                |       | Newport     | Central  | Local             | website, histoire de l'île, culture, fossiles |
| Needles Battery                                         |       | Totland     | West     | Militaire         | Exploité par le National Trust, batterie militaire du milieu du XIXe siècle |
| Newport Roman Villa                                     |       | Newport     | Central  | Archéologie       | Villa romaine reconstruite avec cuisine, jardin, salle de bains préservée avec chauffage au sol par l’hypocauste |
| Newtown Old Town Hall                                   |       | Newport     | Central  | Multiple          | Exploité par le National Trust, ancien hôtel de ville du XVIIe siècle, expositions sur l'histoire politique locale et insulaire, expositions d'art et de photographie en mutation |
| Nunwell House                                           |       | Nunwell     | East     | Maison historique | Maison jacobine où Charles I a passé sa dernière nuit en liberté, collections militaires, jardins |
| Osborne House                                           |       | East Cowes  | Central  | Maison historique | Exploité par l'English Heritage, ancienne résidence royale construite pour la Reine Victoria et conçue par le Prince Albert, intérieurs extravagants, jardins, serres, cottage suisse |
| Quay Arts Centre                                        |       | Newport     | South    | Art               | Centre des arts avec galeries d'exposition |
| Shipwreck Centre and Maritime Museum                    |       | Arreton     | Central  | Maritime          | website, équipement de plongée, objets récupérés d’épaves, expositions de bateaux de sauvetage, de contrebande et de pêche |
| Sir Max Aitken Museum                                   |       | Cowes       | Central  | Maritime          | website, situé dans le loft d'un voilier du XVIIIe siècle, abrite des artefacts nautiques, des peintures marines, des modèles |
| Phare de Sainte-Catherine                               |       | Niton       | South    | Maritime          | Phare du XIXe siècle ouvert aux visites |
| Sunken Secrets                                          |       | Yarmouth    | West     | Maritime          | Des artefacts récupérés sur plusieurs épaves de navires locaux, paysages submergés du détroit de Solent exposent sur le Fort Victoria |
| Ventnor Heritage Museum                                 |       | Ventnor     | South    | Local             | website, information, histoire locale, culture, antiquités |
| Wight Military and Heritage Museum                      |       | Northwood   | Central  | Militaire         | website, chars, artefacts, autres véhicules, armes légères et uniformes des années 1940 à nos jours |
| Yarmouth Castle                                         |       | Yarmouth    | West     | Militaire         | Exploité par l'English Heritage,un des Device Forts de Henry VIII, exposant son utilisation au XVIe siècle et ses épaves. |

## Musées fermés
- Arreton Manor, now closed to the public[4]
- The Brading Experience, also known as the Isle of Wight Waxworks, website
- Dinosaur Farm Museum, Brighstone[5]
- Isle of Wight Coastal Visitors Centre, Newport[6]